# Weiherhut
Weiherhut ist ein Gemeindeteil der Gemeinde Speichersdorf im Landkreis Bayreuth (Oberfranken, Bayern). Weiherhut liegt in der Gemarkung Nairitz.

## Geografie
Der Weiler liegt auf freier Flur; im Osten wird diese von der Bahnstrecke Nürnberg–Cheb durchschnitten, im Süden von einer Hochspannungsleitung. Eine Gemeindeverbindungsstraße führt nach Nairitz zur Kreisstraße BT 20 (0,8 km westlich) bzw. nach Sorg (0,5 km östlich).

## Geschichte
Der Ort wurde Anfang des 19. Jahrhunderts gegründet. Mit dem Gemeindeedikt wurde Weiherhut dem 1808 gebildeten Steuerdistrikt Plössen und der 1818 gebildeten Ruralgemeinde Nairitz zugewiesen. Am 1. April 1971 erfolgte die Eingliederung in die Gemeinde Windischenlaibach, die ihrerseits am 1. Juli 1972 nach Speichersdorf eingemeindet wurde.

### Einwohnerentwicklung
| Jahr      | 001818 | 001824 | 001861 | 001871 | 001885 | 001900 | 001925 | 001950 | 001961 | 001970 | 001987 |
| Einwohner | 6      | 7      | 14     | 16     | 17     | 12     | 13     | 22     | 13     | 12     | 9      |
| Häuser    |        | 2      |        |        | 4      | 2      | 3      | 3      | 3      |        | 3      |
| Quelle    | [ 5 ]  | [ 7 ]  | [ 10 ] | [ 11 ] | [ 12 ] | [ 13 ] | [ 14 ] | [ 15 ] | [ 16 ] | [ 17 ] | [ 1 ]  |

## Religion
Weiherhut ist römisch-katholisch geprägt und nach St. Ägidius (Kirchenlaibach) gepfarrt.